# Caiman
A Caiman a hüllők (Reptilia) osztályának krokodilok (Crocodilia) rendjébe, ezen belül az aligátorfélék (Alligatoridae) családjába és a kajmánformák (Caimaninae) alcsaládjába tartozó nem.

## Rendszerezés
A nembe az alábbi 3 élő faj és 7 fosszilis faj tartozik:
- pápaszemes kajmán (Caiman crocodilus) Linnaeus, 1758[1]
- Sakáre-kajmán (Caiman latirostris) Daudin, 1801[2] - típusfaj
- yacare kajmán (Caiman yacare) Daudin, 1802[3]

- †Caiman australis Bravard 1858 - miocén, Argentína[4]
- †Caiman lutescens Rovereto 1912 - miocén, Argentína[5]
- †Caiman niteroiensis Souza Filho & Bocquetin 1991 - miocén, Brazília[6]
- †Caiman paranensis Scalabrini 1887 - miocén, Argentína[7]
- †Caiman praecursor Rusconi 1933 - miocén, Argentína[8]
- †Caiman venezuelensis Fortier & Rincón 2013 - pleisztocén, Venezuela[9]
- †Caiman wannlangstoni Salas Gismondi et al. 2015 - miocén, Kolumbia, Peru és Venezuela[10]